# Zena Cardman
Zena Cardman (Urbana, Illinois, Verenigde Staten, 26 oktober 1986) is een Amerikaans aardwetenschapper en NASA-astronaut.

## Biografie
Cardman studeerde aan de Universiteit van North Carolina in Chapel Hill en behaalde een bachelor in de biologie en een master in de mariene biologie. Voorafgaand aan de selectie tot astronaut in 2017 was Cardman werkzaam bij de Pennsylvania State University.

## Astronaut
In juni 2017 werd ze geselecteerd als lid van NASA Astronautengroep 22 en begon haar tweejarige opleiding bij het Johnson Space Center in Houston die in januari 2020 werd voltooid.

## Missie
Cardman maakte onderdeel uit van SpaceX Crew-9 als onderdeel van ISS-Expeditie 71/72, die voor medio augustus 2024 werd gepland.
Omdat Boe-CFT, de bemande testvlucht van de Boeing Starliner met technische problemen kampte wilde NASA de astronauten Barry Wilmore en Sunita Williams niet laten terugkeren met Starliner Calypso. Crew-9 zou daarom met maar twee astronauten aan boord worden gelanceerd zodat er twee lege stoelen voor de bemanning van Boe-CFT beschikbaar zijn. Op 30 augustus werd duidelijk dat Nick Hague aan boord zou zijn en Cardman niet.